# Заумаген

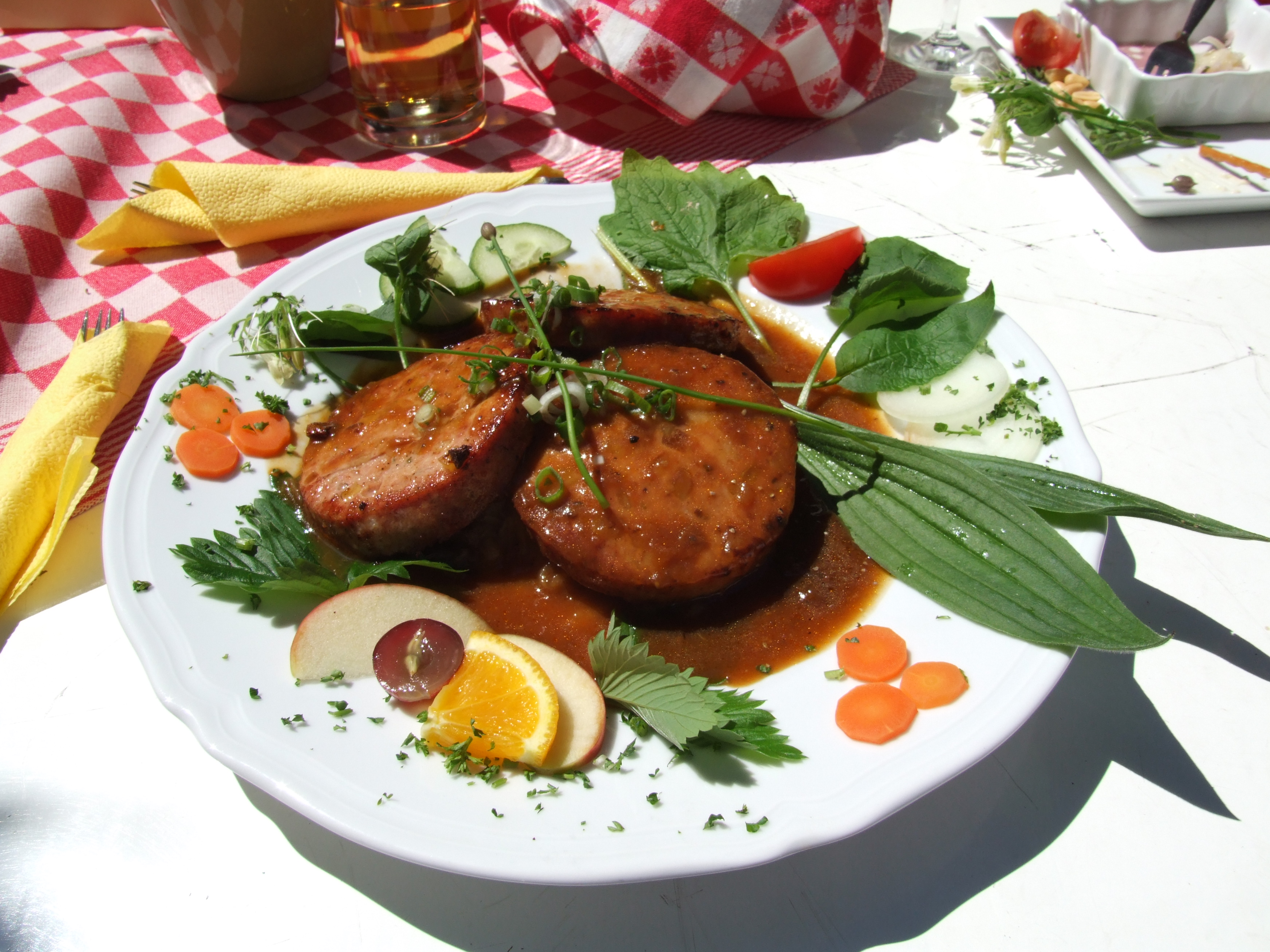
Пфальцский заумаген

За́умаген (нем. Saumagen — «свиной желудок») — немецкое блюдо, специалитет пфальцской кухни. Блюдо похоже на колбасу тем, что свиной желудок набивают фаршем, но сам желудок является неотъемлемой частью блюда. Он не такой тонкий, как колбасная оболочка (натуральная или искусственная). Скорее, он похож на мясо, будучи сильным мускулистым органом свиньи, и когда блюдо готовится на сковороде или обжаривается в духовом шкафу, оно становится хрустящим. Блюдо чем-то похоже на шотландский хаггис, хотя для него используют совершенно другой фарш.

## Ингредиенты
Заумаген состоит из картофеля и свинины, обычно приправленной луком, майораном, мускатным орехом и белым перцем, кроме того, в различных рецептах также встречаются гвоздика, кориандр, тимьян, чеснок, лавровый лист, кардамон, базилик, тмин, душистый перец и петрушка. Иногда также используется говядина; популярный осенью вариант предполагает замену части или всего картофеля каштаном. Большие ингредиенты нарезаются кубиками. После этого заумаген готовят в горячей воде, чуть ниже температуры кипения, чтобы предотвратить разрыв свиного желудка. Его подают либо с квашеной капустой и картофельным пюре, либо хранят в холодильнике для последующего употребления. Чтобы снова нагреть его, заумаген нарезают на ломтики толщиной примерно от 1⁄2 до 1 дюймов (1,3-2,5 см), которые затем обжаривают на открытой сковороде. Типичный сопровождающий напиток, особенно в винодельческом регионе Пфальц, обычно белое сухое вино, а в западном Пфальцском лесу предпочитают местное пиво.

## История
Заумаген был создан в XVIII веке фермерами из Пфальца, которые использовали свиные остатки, чтобы приготовить жареное блюдо для тех, у кого нет финансовых средств, чтобы позволить себе покупку мяса. Сегодня в заумагене, предлагаемом немецкими мясниками, используют высококачественные ингредиенты. Говорят, что Луиза Вильгельмина Хеннингер (1871—1951), повар и хозяйка заведения Weinhaus Henninger в Кальштадте, довела заумаген до кулинарного совершенства. Название блюда берёт свою историю с виноградника «Saumagen Kallstadt» близ Кальштадта.
Гельмут Коль, канцлер Германии с 1982 по 1998 год, особенно любил заумаген и просил подавать его лидерам иностранных государств, в том числе Маргарет Тэтчер, Михаилу Горбачёву, Рональду Рейгану и Биллу Клинтону. Коль родом из Пфальца, и его энтузиазм по поводу этого местного блюда популяризировал его в широкой публике. Некоторые немцы рассматривали эту привязанность как признак того, что Коль был бесхитростным и провинциальным.
Общество Schlotte Carnival в Шифферштадте награждает орденом Заумагена с 1992 года. В Ландау проводится конкурс «Saumagen — Internationale Pfälzer Saumagen-Wettbewerb». Уникальные рецепты, представленные на нём, включают а качестве ингредиентов, например, фарш из рыбы или оленины. Первые лауреаты, Имке Брунс и Айрис Виттман, теперь являются членами жюри конкурса.

## Рецепт пенсильванских немцев
Среди немцев штата Пенсильвания, США, блюдо, известное в местном обществе как «seimaage», «hogmal», состоит из свинины («maw» — старинное слово, обозначающее желудок), а именно из свиного желудка или гуся. Блюдо популярно в период сбора урожая. Традиционно, свиной желудок, а не индейка, был главным блюдом на День благодарения среди немецких семей в Пенсильвании. Эта традиция проистекает из Старого Света, а основная масса немецких поселенцев в Пенсильвании происходит из Пфальца. В отличие от немецкой версии приготовления заумагена, блюдо обычно выпекают несколько часов, а не варят.